# Réseau des résidences royales européennes
Le réseau des résidences royales européennes est une association qui regroupe différents palais, châteaux et résidences royales d'Europe.

## Historique
L’association des résidences royales européennes a été créée en 2001. L’association a pour objectif d’encourager l’échange d’expériences et de savoir-faire en matière de connaissance et conservation du patrimoine et d’accueil entre les professionnels des châteaux-musées européens membres.

## Membres

### Allemagne
- Châteaux et jardins prussiens de Berlin-Brandebourg
- Fondation culturelle Dessau-Wörlitz
- Palais, châteaux et jardins de Saxe (en)

### Autriche
- Château de Schönbrunn
- Château d'Eggenberg

### Belgique
- Palais du Coudenberg

### Danemark
- Collection royale danoise
- Agence danoise pour la culture et les châteaux
- Château de Frederiksborg

### Espagne
- Patrimonio Nacional

### France
- Châteaux de Versailles et de Trianon
- Domaine national de Chambord
- Palais de Compiègne
- Château de Fontainebleau

### Hongrie
- Château royal de Gödöllő

### Italie
- Palais royal de Venaria
- Palais royal de Turin
- Palais royal de Caserte
- Villa Royale de Monza
- Palais royal de Naples
- Palais royal de Milan
- Château de Miramare

### Monaco
- Palais princier de Monaco

### Pays-Bas
- Paleis Het Loo

### Pologne
- Palais de Wilanów
- Château royal de Varsovie
- Musée du Palais royal de Łazienki

### Portugal
- Palais national de Mafra
- Parques de Sintra - Monte da Lua

### Royaume-Uni
- Historic Royal Palaces

### Russie
- Palais de Peterhof (Partenariat suspendu)